# Philodromus breviductus
Philodromus breviductus là một loài nhện trong họ Philodromidae.
Loài này thuộc chi Philodromus. Philodromus breviductus được miêu tả năm 1969 bởi Charles Denton Dondale & Redner.